# Sydneys symfoniorkester
Sydneys symfoniorkester (Sydney Symphony Orchestra) är en symfoniorkester från Sydney, som grundades 1932. Orkesterns chefsdirigent är för tillfället David Robertson.